# Bredbyn, Krokoms kommun
Bredbyn är en ort i Offerdals distrikt (Offerdals socken) i Krokoms kommun, Jämtlands län. Byn är belägen mellan Tulleråsen och Landön längs länsväg 340 (Fiskevägen). 
Skriftliga belägg för byn finns från år 1410, då en thorbiörn i bredhaby omnämns. Byns näringsliv präglas av jord- och skogsbruk. 
I byn finns bl.a. ett föreningshus, det tidigare ordenshuset Ankarfästet från 1901.